# Base of the Pyramid
Das Konzept Base (oder Bottom) of the Pyramid, abgekürzt BoP, bzw. Fuß der Pyramide beschreibt in der Managementliteratur Geschäftsmodelle und Ansätze zur erfolgreichen Einbindung bisher weitgehend vernachlässigter Bevölkerungsschichten in unternehmerische Wertschöpfungsketten. Als „Base of the Pyramid“ wird dabei zunächst der unterste Teil der Welteinkommenspyramide beschrieben. Diese „Ärmsten der Welt“ sollen im Rahmen der handlungsleitenden Elemente des BoP-Konzeptes in die unternehmerische Wertschöpfung als Kunden, Lieferanten, Distributeure o. ä. integriert werden. Grundgedanke ist, dass sich auf diese Weise die Verfolgung unternehmerischer Chancen zielgerecht mit dem Bemühen langfristiger Armutsbekämpfung verbinden lässt.

## Ursprung des BoP-Konzepts und Abgrenzung als Bevölkerungssegment
Das BoP-Konzept wurde ursprünglich unter der Bezeichnung „Bottom of the Pyramid“ von Prahalad und Hart, die dieses Konzept in einem Arbeitspapier aus dem Jahr 1998 einführten, geprägt. In der aktuellen Literatur ist der synonym verwendete Ausdruck „Base of the Pyramid“, welcher den Sinnzusammenhang der Pyramidenbasis besser kennzeichnet, jedoch weiter verbreitet.

Die Abgrenzung dieser Basis ist je nach Quelle unterschiedlich. Gängig scheint mittlerweile die Abgrenzung nach Daten der Weltbank, anhand derer ein Zustand „extremer Armut“ bei einem verfügbaren Pro-Kopf-Einkommen (gemessen in Kaufkraftparitäten) von bis zu 1,25 US-$ pro Tag  und ein Zustand „moderater Armut“ bei einem Einkommen von 1,25 bis 2,5 US-$ definiert wird. Die gesamte BoP umfasst damit mehr als die Hälfte der gesamten Weltbevölkerung, manche Autoren sprechen sogar von mehr als 4 Milliarden  an der BoP lebenden Menschen. In diesem Zusammenhang wird z. T. auch ein wenig plakativ von „B24B (business-to-4-billion)“ gesprochen. Eine Abgrenzung anhand solcher „Armutsgrenzen“ unterliegt jedoch vielfältiger Kritik, so dass verschiedene Autoren vorschlagen, die BoP nicht über Einkommen (oder ähnliche monetäre Größen) abzugrenzen, sondern über spezifische Eigenschaften derartiger Märkte, insbesondere Subsistenz und Informalität.

## Klassischer Ansatz: Die BoP als Absatzmarkt
Der ursprüngliche Prahalad-Ansatz fokussiert vor allem auf bisher ungenutzte Chancen an der BoP als Absatzmarkt. Entgegen weit verbreiteter Auffassung sei insgesamt ein unerwartet hohes Marktpotenzial an der BoP identifizierbar, welches gegenwärtig auf mehr als 5 Billionen US-$, gemessen in Kaufkraftparität geschätzt wird. Trotz vorhandener Marktchancen befänden sich die Menschen an der BoP bislang weitestgehend außerhalb des globalen Marktsystems. Dies läge insbesondere an vorherrschenden Fehleinschätzungen vor allem in wohlhabenderen Teilen der Welt. Insbesondere die Annahme, dass es an der BoP nicht genügend Kaufkraft und damit keinen tragfähigen Markt gäbe, gilt es nach Einschätzung der genannten Autoren zu kontrastieren. Sie führen unter anderem an, dass die aggregierte Kaufkraft auch armer Gemeinden Geschäfte ermöglicht, die dem Einzelnen aufgrund eines zu geringen Einkommens verwehrt bleiben würden.

## Moderne Auslegung und Erweiterungen: Die BoP als Ressourcenpool
Moderne Interpretationen des BoP-Konzeptes sehen die BoP hingegen nicht nur als potenziellen Absatzmarkt am Ende einer Wertschöpfungskette, sondern als deren integrierten Teil mit eigenem Wertschöpfungspotenzial. Gerade die Einkommensverbesserung durch Einbeziehung der BoP in verschiedene Wertschöpfungsstufen – und damit mittelbar auch die Schaffung weiterer Absatzmöglichkeiten – stehen bei diesen Ansätzen im Mittelpunkt der Überlegungen. Es wird davon ausgegangen, dass durch die eingeschränkte Sichtweise einer ausschließlichen Betrachtung von Absatzmärkten betriebswirtschaftliche Chancen der BoP als Ressourcenpool unbeachtet bleiben. Im Fokus solcher echten integrativen Bemühungen – als „second-generation BoP strategy“, „BoP 2.0“ oder „integrative BoP“ bezeichnet bezeichnet – stehen die zahlreichen, an der BoP stark vertretenen kleinen und mittleren Unternehmen, denen die Einbindung in globale Wertschöpfungsketten einen Anschluss an Absatzmärkte auch außerhalb ihrer ursprünglichen Geschäftsgebiete verspricht.

## Kritik am BoP-Konzept
Kritik am ursprünglichen BoP-Konzept bezieht sich häufig auf die Sicht des BoP als potenziellen Absatzmarkt; das Absatzpotenzial der Märkte an der BoP sei niedriger als berechnet. Teilweise wird auch der qualitative Vorteil des Absatzes bestimmter Produkte wie zum Beispiel Tabakwaren und Alkohol für die Bevölkerung in Frage gestellt. Auch die uneingeschränkte Verbreitung westlichen Konsumdenkens und westlicher Konsumstile könne negative Folgen sowohl für die BoP als auch für eine zukünftige nachhaltige Entwicklung haben. Zudem wird bisweilen bezweifelt, ob privatwirtschaftliche Unternehmen alleine entscheidend zur Verbesserung der Situation der weltweit Ärmsten beitragen können und ob auf dem BoP-Konzept basierende Geschäftsmodelle nicht zumindest flankierende Anstrengungen weiterer Akteure (zum Beispiel staatlicher oder zivilgesellschaftlicher Institutionen) benötigen.

## Weiterführende Überlegungen, konzeptionelle Ausweitungen und empirische Relevanz
Wesentlich erweitert wurde das BoP-Konzept durch die Berücksichtigung von Beschaffungsmärkten und Produktionstätigkeiten. Insbesondere  die Kooperation mit weiteren Akteuren der Entwicklungszusammenarbeit gerät zunehmend in den Blick von Wissenschaft und Unternehmenspraxis. Die empirische Relevanz solcher Zusammenarbeitsformen wird in zahlreichen Fallstudien zu erfolgreichen BoP-Geschäftsmodellen belegt.
Verschiedene Erörterungen verknüpfen explizit privatwirtschaftliche Bemühungen um Armutsbekämpfung im Rahmen von Überlegungen zu gesellschaftlicher Unternehmensverantwortung (siehe auch Corporate Social Responsibility oder Corporate Citizenship) mit erfolgreichen geschäftlichen Bemühungen um die BoP. Neuere Forschungsbemühungen gehen zudem der Frage nach, ob und wie solche Geschäftsmodelle entwicklungs- und nachhaltigkeitsfördernd sind, da z. B. die Annäherungen an den ressourcenintensiven westlichen Lebensstil die natürlichen Lebensgrundlagen künftiger Generationen gefährden können.
Ein verwandter wirtschaftswissenschaftlicher Ansatz findet sich in der Idee des Social Business. Während der BoP-Ansatz die Profitabilität entsprechender Geschäftsmodelle fokussiert, steht bei Social Business-Modellen die gesellschaftliche Zielsetzung (zum Beispiel die Schaffung von Arbeitsplätzen oder die Versorgung mit lebensnotwendigen Gütern) im Vordergrund. Die Zweckbestimmung liegt hier in der Lösung spezifischer gesellschaftlicher Probleme durch Reinvestition erzielter Gewinne.